# Tanah Bekali (Tanah Sepenggal)
Tanah Bekali is een bestuurslaag in het regentschap Bungo van de provincie Jambi, Indonesië. Tanah Bekali telt 1812 inwoners (volkstelling 2010).